# Precessão lunar

Paralisação lunar: a cada 18,6 anos, a faixa de declinação da Lua atinge um valor máximo ou mínimo.

Precessão lunar é um termo utilizado para três diferentes movimentos de precessão relacionados à Lua. Primeiro, pode referir-se à mudança na orientação do eixo de rotação lunar em relação a um plano de referência, seguindo as regras usuais de precessão de objetos giratórios.
Além disso, a órbita da Lua sofre dois outros tipos de movimento precessional: a precessão apsidal e a precessão nodal.

## Precessão axial
O eixo de rotação da Lua também sofre precessão. Como a inclinação axial da Lua é de apenas 1,5° em relação à eclíptica (o plano da órbita terrestre ao redor do Sol), esse efeito é pequeno. A cada 18,6 anos, o polo norte lunar descreve um pequeno círculo em torno de um ponto na constelação do Draco, enquanto o polo sul descreve um círculo em torno de um ponto na constelação de Dorado. Assim como na Terra, a precessão axial da Lua é para oeste, ao passo que a precessão apsidal é no mesmo sentido da rotação (ou seja, é para leste).

## Precessão apsidal

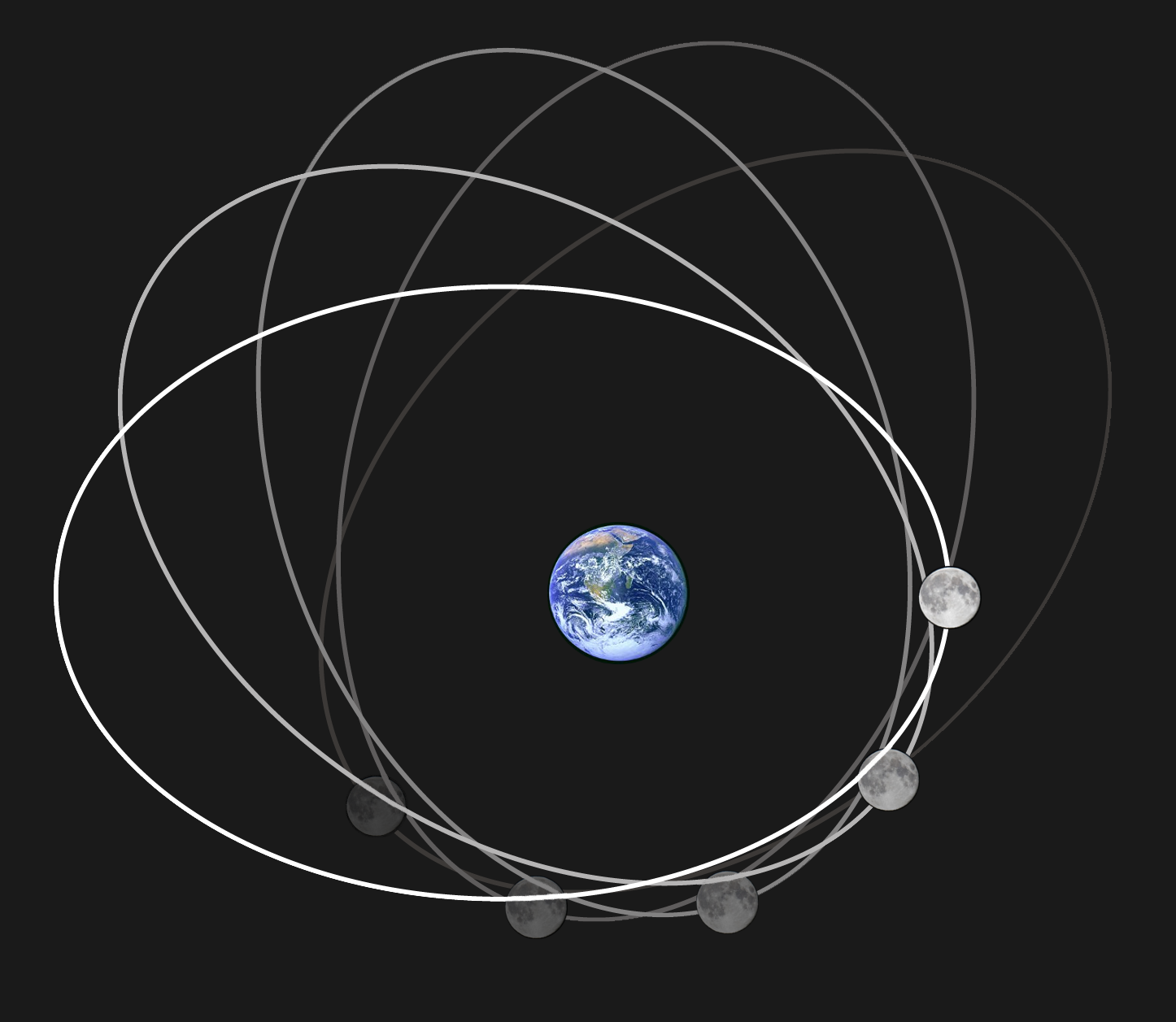
A precessão apsidal ocorre quando a direção do eixo maior da órbita elíptica da Lua gira a cada 8,85 anos no mesmo sentido da rotação da Lua. A imagem mostra o polo sul geográfico da Terra visto de baixo. A forma elíptica da órbita lunar (muito exagerada em relação à sua forma quase circular) gira das órbitas brancas para as acinzentadas.

Este tipo de precessão refere-se ao eixo maior da órbita elíptica da Lua (a linha dos apisides, entre o perigeu e o apogeu), que precessa para leste em 360° aproximadamente a cada 8,85 anos. Isso faz com que o mês anômalo (tempo entre dois perigeus consecutivos) seja maior que o mês sideral (tempo para completar uma órbita em relação às estrelas fixas). Essa precessão apsidal completa uma rotação no mesmo tempo em que o número de meses siderais excede o de meses anômalos em exatamente um — aproximadamente 3.233 dias (8,85 anos).

## Precessão nodal

A paralelidade aproximada da órbita lunar resulta na rotação dos nós lunares à medida que a Terra orbita o Sol, gerando as estações de eclipse a cada cerca de seis meses. A precessão nodal ocorre a cada 18,6 anos.

Os nós lunares são os pontos onde a órbita da Lua cruza a eclíptica.

Outro tipo de precessão orbital lunar é a da inclinação do plano da órbita da Lua. O período da precessão nodal é definido como o tempo que leva para o nó ascendente deslocar-se 360° em relação ao equinócio vernal (equinócio outonal no hemisfério sul). Esse período é de cerca de 18,6 anos, com movimento retrógrado (para oeste), ou seja, na direção oposta à órbita da Terra ao redor do Sol. Por isso, o mês dracônico ou período nodal (tempo para a Lua retornar ao mesmo nó orbital) é menor que o mês sideral. Após um ciclo completo de precessão nodal, o número de meses dracônicos excede o de meses siderais em exatamente um. Esse período equivale a cerca de 6.793 dias (18,60 anos).
Como resultado da precessão nodal, o tempo que o Sol leva para retornar ao mesmo nó lunar — chamado ano de eclipses — é cerca de 18,6377 dias menor que um ano sideral. O número de órbitas solares (anos) durante um ciclo de precessão nodal lunar é igual ao período orbital (um ano) dividido por essa diferença, menos um: ⁠365.2422/18.6377⁠ − 1.[carece de fontes?]
O ciclo de precessão afeta a amplitude das marés. Durante metade do ciclo, as marés altas e baixas são menos extremas; na outra metade, são amplificadas — com marés altas mais elevadas e marés baixas mais profundas.